# Triumph motorcykler
Triumph motorcykler er et britisk motorcykelfirma grundlagt i 1984. Det er Storbritanniens største motorcykelvirksomhed og blev grundlagt af John Bloor efter det oprindelige Triumph Engineering, der lå i Coventry, lukkede i 1983. Det nye firma, der oprindeligt hed Bonneville Coventry Ltd, fortsatte med at producere det oprindelige firma's linje af motorcykler. I 2012 producerede firmaet 49.000 motorcykler og havde 1.600 ansatte. I 2008 blev Street Triple af "Danske Motorcykel Journalister" kåret til årets motorcykel.
Entusiaster i Danmark stiftede i 1988 Triumph MC Owners' Club Denmark efter britisk mønster Triumph Owners' Motor Cycle Club 1949.